# Croix des Quatre Contrées
 (mars 2023).
La mise en forme du texte ne suit pas les recommandations de Wikipédia : il faut le « wikifier ».
Les points d'amélioration suivants sont les cas les plus fréquents. Le détail des points à revoir est peut-être précisé sur la page de discussion.
- Les titres sont pré-formatés par le logiciel. Ils ne sont ni en capitales, ni en gras.
- Le texte ne doit pas être écrit en capitales (les noms de famille non plus), ni en gras, ni en italique, ni en « petit »…
- Le gras n'est utilisé que pour surligner le titre de l'article dans l'introduction, une seule fois.
- L'italique est rarement utilisé : mots en langue étrangère, titres d'œuvres, noms de bateaux, etc.
- Les citations ne sont pas en italique mais en corps de texte normal. Elles sont entourées par des guillemets français : « et ».
- Les listes à puces sont à éviter, des paragraphes rédigés étant largement préférés. Les tableaux sont à réserver à la présentation de données structurées (résultats, etc.).
- Les appels de note de bas de page (petits chiffres en exposant, introduits par l'outil «  Source ») sont à placer entre la fin de phrase et le point final[comme ça].
- Les liens internes (vers d'autres articles de Wikipédia) sont à choisir avec parcimonie. Créez des liens vers des articles approfondissant le sujet. Les termes génériques sans rapport avec le sujet sont à éviter, ainsi que les répétitions de liens vers un même terme.
- Les liens externes sont à placer uniquement dans une section « Liens externes », à la fin de l'article. Ces liens sont à choisir avec parcimonie suivant les règles définies. Si un lien sert de source à l'article, son insertion dans le texte est à faire par les notes de bas de page.
- La présentation des références doit suivre les conventions bibliographiques. Il est recommandé d'utiliser les modèles {{Ouvrage}}, {{Chapitre}}, {{Article}}, {{Lien web}} et/ou {{Bibliographie}}. Le mode d'édition visuel peut mettre en forme automatiquement les références.
- Insérer une infobox (cadre d'informations à droite) n'est pas obligatoire pour parachever la mise en page.

Pour une aide détaillée, merci de consulter Aide:Wikification.
Si vous pensez que ces points ont été résolus, vous pouvez retirer ce bandeau et améliorer la mise en forme d'un autre article.
 (mars 2023).
La croix des Quatre Contrées est une croix de chemin érigée en 1850 au quadripoint des territoires de quatre communes de Loire-Atlantique (à l'époque Loire-Inférieure) : Le Gâvre, Vay, Marsac-sur-Don et Guémené-Penfao,,,, à l'extrémité nord-est de la forêt du Gâvre.

## Localisation
Ce point de rencontre des « quatre contrées » correspond à un carrefour routier de campagne entre 
- la route orientée ouest-est menant aux Belles Contrées, hameau de Vay situé à environ un kilomètre à l'est de la croix, qui constitue la limite entre Vay et Marsac ;
- une route secondaire[6] (orientée sud-nord), venant du Gâvre via La Genestrie, les Rôtis et le Haut Luc. Elle est dépourvue de numéro ; au départ, au Gâvre même, elle porte le nom de « rue du Stade ».

Cette route correspond à un chemin ancien qui reliait autrefois Blain à Rennes ; ce chemin constitue la limite communale
- entre Guémené et Marsac, de la croix des Quatre Contrées au lieudit Pont-Veix sur le Don, situé à deux kilomètres au nord ;
- entre Vay et Le Gâvre, sur la plus grande partie du trajet de la croix à la limite nord de Blain[9].

Au moment de la création de la ville franche du Gâvre vers 1225, ce tronçon faisait partie de l’axe reliant Nantes à Rennes depuis l'époque gallo-romaine. L'usage continu de cet axe suivant le tracé de l'ancienne voie romaine est attesté au moins depuis leXe siècle, où elle était parcourue par les pèlerins,.
En ce qui concerne la limite entre Le Gâvre et Guémené-Penfao, elle est seulement marquée par le talus périphérique de la forêt domaniale.

## Toponymie
Cet endroit particulier est connu sous le nom de « Quatre Contrées », mais aussi de « l'Homme mort », en raison d'un meurtre qui y aurait été commis. Dans la forêt, il existe, à un peu plus d'un kilomètre au sud de la croix, une « allée forestière de l'Homme Mort ».

## La croix
Il s'agit d'une très grande croix en granit, du type croix latine. Son fût de section octogonale repose sur un socle de maçonnerie à pans rectangulaires surmonté d'un entablement de schiste bleu.
Le socle, recouvert aujourd'hui de lichen gris, porte des inscriptions en capitales dorées indiquant la date d'érection (1850) et le nom des paroisses sur chaque face : MARSAC, VAY, LE GAVRE, GUENOUVRI.
« Guenouvri » (aujourd'hui orthographié Guénouvry), est le nom d'une localité secondaire de la commune de Guémené-Penfao, assez proche du carrefour en question, dotée d'une mairie annexe de quartier, qui a longtemps été une paroisse séparée de celle de Guémené-Penfao.
La date de 1850 correspond au début de la présence à la tête du diocèse de Nantes d'Antoine-Mathieu-Alexandre Jaquemet (1803-1869), consacré évêque le 29 juillet 1849.

## Histoire

### Vue d'ensemble
Des découvertes archéologiques attestent d'une occupation ancienne de cette zone. Une présence humaine est attestée dès le Néolithique par des mégalithes, notamment l'alignement du Pilier, situé dans la partie nord de la forêt du Gâvre et identifié seulement à partir des années 1980.
Le chemin de Rennes à Blain est parcouru depuis le Moyen Âge par les pèlerins allant à Saint-Jacques, venant de Rennes, de Saint-Malo, voire d'Angleterre, et franchissant ensuite la Loire, soit à Nantes, soit au Pellerin, ou en d'autres lieux qui ont conservé leur souvenir (comme le Migron).
Au début du Moyen Âge, il n'existe pas de paroisse du Gâvre, son futur territoire appartient alors à la paroisse de Plessé. C'est vers 1225 que le duc de Bretagne Pierre Ier décide de créer une ville franche forestière, Le Gâvre, qui ne deviendra une paroisse de plein droit que beaucoup plus tard, restant jusqu'au XVIIIe siècle une succursale de Plessé. C'est la fondation de cette ville franche qui a permis la conservation de la forêt du Gâvre, forêt d'abord ducale, puis royale (à partir de 1532), puis domaniale (après la Révolution).
Les paroisses de Plessé et de Guémené sont beaucoup plus anciennes, ayant un lien avec la période de l'expansion des Bretons dans l'ouest de l'évêché de Nantes (à partir du VIe siècle). Guémené-Penfao a clairement un nom breton, mais c'est aussi le cas de Plessé (nom francisé, apparenté à plou) et même de Marsac, qui a conservé une terminaison en -ac, très courante dans les pays anciennement bretonnisés de la Presqu'île guérandaise (Herbignac, Piriac, Escoublac, château de Lesnérac (commune de La Baule-Escoublac), Assérac, etc.).

### Un lieu de sorcellerie?
Dans une « nouvelle bretonne » publiée en 1861 dans la revue La France littéraire dans le cadre du « Huitième concours de la France littéraire », intitulée « Le grand sabbat du Gavre », l'historien et homme de lettres Gillot de Kerhardène fait le récit (qu'il situe en 1480, sous le règne du duc François II) de la rencontre d'un sabbat par le maréchal de Bretagne Jean IV de Rieux (1447-1518), égaré un soir avec sa suite dans la forêt du Gâvre en revenant de Nantes à Rieux : 
« Une foule de loups et de louves se pressaient autour d'un grand bouc noir... et des singes les servaient en sautillant. Alors ils [le maréchal de Rieux et ses suivants] se rappelèrent que la terre du Gavre avait appartenu à Gilles de Reiz, et passait pour être le centre de la sorcellerie en Bretagne. ... Le bouc noir ayant adressé un discours satanique à ses adorateurs, ... un des loups donna le mot d'ordre à mi-voix et un splendide banquet fut servi par les singes sur une pierre druidique en forme de table. ... Les adeptes s'étaient dépouillés des peaux de bêtes qui déguisaient les deux sexes et l'on pouvait voir de belles dames et de beaux chevaliers. » Le sabbat prend fin après la tombée de la nuit.
Le lendemain le maréchal de Rieux rentre chez lui et à la suite de ses révélations « l'évêque [de Nantes] ordonna à l'abbé des Carmes d'aller visiter le lieu maudit des Quatre-Voies, dans la forêt du Gavre, ... et d'exorciser le pays alentour. ... Les scènes de sabbat cessèrent dès lors près du château du Gavre ; mais la tradition raconte qu'elle continuèrent dans la forêt de Quintin ».

## Mise en valeur touristique des Quatre Contrées

### La voie romaine
L'ancienne route de Blain à Rennes est aujourd'hui mise en valeur sur le plan touristique sous la dénomination de « voie romaine ». Cette route, étudiée par l'historien Bizeul de Blain (1785-1861), dans un ouvrage sur les voies romaines autour de Nantes, ainsi que par d'autres historiens locaux

,

,

,

,

,

,
, a largement été oblitérée par le réseau routier moderne, sauf au nord de la croix des Quatre Contrées, où elle devient un large chemin de campagne menant à Pont-Veix, laissant parfois paraitre un empierrement particulier.

### LeCarnet de route de la fée Joyance
La mise en valeur touristique de la voie romaine utilise un personnage légendaire local, la fée Joyance, notamment dans une brochure touristique, le Carnet de route de la fée Joyance, qui évoque un certain nombre de sujets locaux à partir d'une petite randonnée allant de la croix des Quatre Contrées à Pont Veix, par exemple les processions des Rogations qui avaient lieu vers la croix des Quatre Contrées.

### Autres
- le sentier des Belles Contrées[27] ;
- la forêt du Gâvre dans son ensemble présente de nombreux circuits pour la randonnée, la course à pied et, à l'automne, la cueillette de champignons. Les observateurs de l'Office national des forêts ont enregistré des pointes de fréquentation jusqu'à 4 000 personnes dans une journée[28].

### Cartographie
- Cadastre ancien (1835), sur le site des Archives départementales, Cadastre (Le Gâvre, Plan du cadastre ancien)
- Cadastre rénové (1954), sur le site des Archives départementales, Cadastre (Le Gâvre, Plan du cadastre rénové)
- Carte IGN au 1/25 000 Série bleue (SB) 1221 Guémené-Penfao Nozay, qui couvre une grande partie (nord) de la forêt